# As-Nas

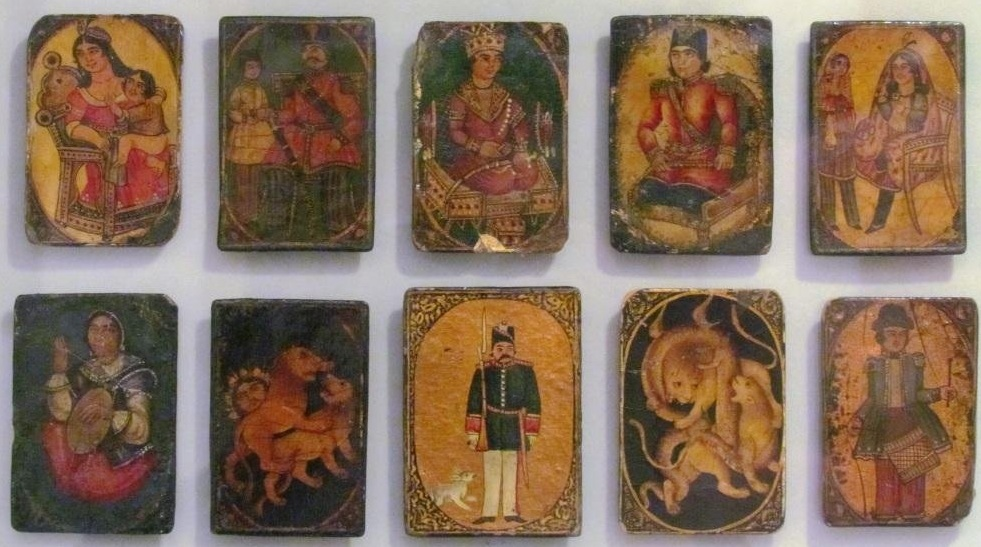
Cartes As-Nas

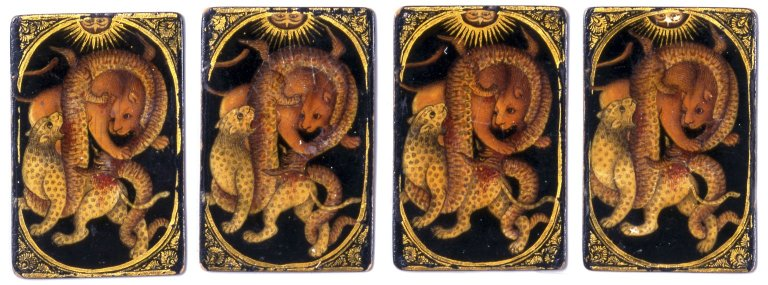
As

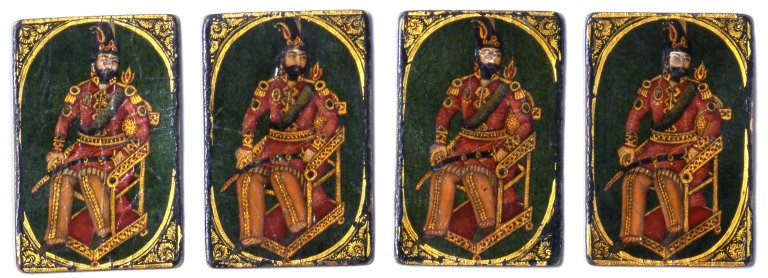
Shah

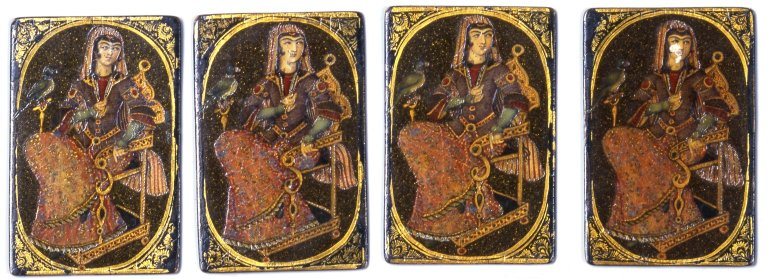
Bibi

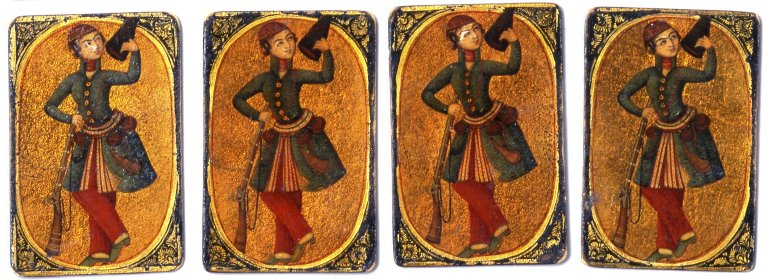
Serbaz

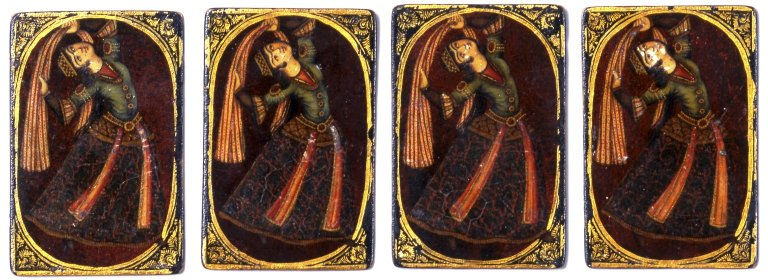
Couli

As-Nas (آس ناس) és un joc de cartes o un tipus de joc de cartes que van eren utilitzades a Pèrsia.

## Descripció
El disseny dels paquets és senzill, consta de només cinc dissenys de targetes individuals, cadascun amb un color de fons distintiu. Els dissenys es repeteixen quatre o cinc vegades, per fer un total de 20 o 25 cartes. Les targetes Nas tenen un format rectangular i relativament petites, per exemple 4 cm × 6 cm (1,6 in × 2,4 in). Igual que les cartes Ganjifa, generalment estan pintades a mà, tot i que alguns exemples posteriors utilitzen una tècnica de collage per afegir una imatge impresa ja preparada al fons pintat. Els dissenys són de capçalera única (no es doblen, com les cartes de joc estàndard modernes), i no tenen índexs ni títols. Tot i això, els colors de fons permeten als jugadors reconèixer immediatament les cartes que tenen a la mà. Generalment les cartes tenen una vora decorativa, sovint amb una forma ovalada fixada en un marc rectangular.
Hi ha una varietat considerable en les imatges utilitzades. En general, els 5 dissenys tenen un as amb un disseny d'animals i quatre targetes de tall. Aquesta configuració pot explicar el nom As-Nas. As és el terme utilitzat per a designar la carta de l'as. Nas, tant en àrab com en persa, significa "poble" o "humanitat". Per tant, As-Nas es referiria al paquet amb asos i a una sèrie de persones. Les diferents figures mostren persones de diverses classes socials. Normalment els dissenys de les cartes són els següents: de més alt a més baix:
- As (آس): Els dissenys comuns inclouen un lleó amb el sol o la lluna al fons; Lleons i / o dracs en combat, les bèsties es mosseguen entre elles, de vegades amb lleopards o altres animals afegits; un caçador a cavall, sent atacat per una bèstia salvatge.
- Shah (شاه): rei, sovint assegut en un tron, o de vegades a cavall.
- Bibi (بی‌بی): senyoreta, sovint es mostra asseguda, sostenint un fill.
- Serbaz (سرباز): soldat.
- Couli o Lakat (لکات): la carta més baixa, generalment una ballarina o una parella de ballarins, o músic.

A part dels tipus d'imatge descrits anteriorment, es poden trobar diverses versions alternatives, per exemple cartes que només contenen flors, i versions eròtiques o obscenes.

## Museus i col·leccions de cartes As-Nas
- Museu de Brooklyn, Nova York, NY, E[6]
- Museu metropolità d'Art, Nova York, NY, EUA[7]
- Museu de Belles Arts, Houston, TX, EUA
- Deutsches Spielkartenmuseum (museu de jocs de cartes), Leinfelden, Alemanya
- Col·lecció Cary, establerta a la Biblioteca Beinecke, Universitat Yale (EUA).
- Museu de Naipes Fournier (dedicat als jocs de cartes), Vitòria, Espanya[8]
- Museu britànic[9]
- Bibliothèque nationale de França[10]
- Musée Français de la Carte à Jouer (museu francès dels jocs de cartes), Issy-Les-Moulineaux, prop de París, França[11]
- Museu Moghadam, Teheran, Iran[12]
- Nationaal Museum van Wereldculturen, Leiden, Països Baixos[13]